# Kościół Ścięcia św. Jana Chrzciciela w Górze Świętego Jana
Kościół Ścięcia św. Jana Chrzciciela w Górze Świętego Jana – świątynia rzymskokatolicka, zbudowana w latach 1907–1913, znajdująca się w Górze Świętego Jana, w powiecie limanowskim w gminie Jodłownik.

## Historia
Kościół pw. Ścięcia św. Jana Chrzciciela został wzniesiony w latach 1907–1913, według projektu Wiktora Sikorskiego. Góra Świętego Jana należała jeszcze wówczas do parafii w Szczyrzycu. Wcześniej w tym miejscu stało kilka kościołów drewnianych. Ostatni z nich spłonął 15 listopada 1885.
W 1935 biskup Franciszek Lisowski podjął decyzję o ponownym erygowaniu we wsi samodzielnej parafii i oddaniu kościoła w jej zarządzanie.

## Architektura
Kościół wzniesiono z cegły, na planie krzyża, w stylu neoromańskim. Jest to budowla trzynawowa, w układzie bazylikowym. Prezbiterium jest tej samej szerokości co nawa główna i zamknięte wielobocznie. Przylegają do niego przybudówki zakrystii. Ramiona transeptu zakończone są półkolistymi absydami.
Ściany zewnętrzne udekorowane są fryzami arkadowymi i pseudoromańskimi.
Nad całością góruje smukła wieża składająca się z kilku poziomów: w przyziemiu znajduje się przedsionek, nad nim część na planie kwadratu, następnie część na planie ośmioboku. Nad nią lekko nadwieszona na kroksztynach znajduje się najwyższa kondygnacja, zwieńczona hełmem ostrosłupowym. W fasadzie wieży wyróżnia się również balkon o kamiennej balustradzie, wsparty na półkolistym portalu.
Nad nawą główną znajduje się druga, mniejsza wieżyczka z sygnaturką.
Kościół otacza kamienny mur z lat 1860-1870.

## Wnętrze
Wnętrze świątyni nakryte jest sklepieniem krzyżowym o polach wydzielonych gurtami, spływającymi na filary przyścienne. W prezbiterium sklepienie jest wielopolowe, a w absydach transeptu hemisferyczne.
Zarówno arkady międzynawowe jak i wejścia i okna zamknięte są półkoliście.
Autorem powstałych w 1947 roku dekoracji ściennych był Łukasz Karwowski.

### Ołtarze
Ołtarz głównyw stylu neoromańsko-neogotyckim. Wykonany został w 1936 przez stolarza Stanisława Ryncarza i rzeźbiarza Franciszka Adamka. W jego centralnej części umieszczono obraz Stanisława Fischera Chrzest Jezusa w Jordanie. Po jego bokach znajdują się posągi śś. Piotra i Pawła.
Ołtarze boczneneoromańskie, zbudowane w 1925.
- Ołtarz z figurą Serca Pana Jezusa
- Ołtarz z figurą Matki Bożej Różańcowej.

### Wyposażenie kościoła
We wnętrzu wzrok przyciąga neogotycka ambona, dekorowana polichromowanymi płaskorzeźbami Ewangelistów. Białą marmurową chrzcielnicę przykrywa drewniana pokrywa.